# Cerkiew Św. Trójcy we Włodzimierzu
Cerkiew Świętej Trójcy we Włodzimierzu – staroobrzędowa cerkiew we Włodzimierzu, obecnie muzeum.
W 1912 społeczność włodzimierskich staroobrzędowców wykupiła działkę u zbiegu ulic Dworianskiej i Letniepieriewozinskiej, w sąsiedztwie Złotej Bramy. Następnie w miejscu tym, ze środków własnych staroobrzędowców, wzniesiono w latach 1913–1916 ceglaną świątynię w stylu neobizantyjskim zaprojektowaną przez S. Żarowa. Poświęcenie obiektu miało miejsce 30 października 1916. Budynek został w całości zbudowany w czerwonej cegły, z dwiema kopułami wieńczącymi główną nawę obiektu oraz dzwonnicę, wzniesioną nad przedsionkiem.
Cerkiew pozostawała czynna do 1928. W wymienionym roku zaadaptowano ją na biura, następnie zaś na inne cele świeckie. Rozważana była nawet rozbiórka obiektu, jednak plan ten zarzucono, gdy w 1976 budynek został jedną z siedzib wystaw Włodzimiersko-suzdalskiego muzeum-rezerwatu, poświęconego staroruskiej architekturze ziemi włodzimiersko-suzdalskiej.